# Råt for usødet
|  | Denne artikel er oprettet af botten PalnaBot ud fra en ekstern database. Den kan derfor have sproglige fejl eller mangler. Denne skabelon kan fjernes efter kontrol af indholdet. |

Råt for usødet er en dokumentarfilm skrevet og instrueret af Jens Arentzen.

## Handling
Hvert år søger tusindvis af unge mennesker ind til elevskolerne, alle med et brændende ønske om at blive skuespiller. Hvorfor? Filmen »Råt for usødet« følger fire unge skuespilleraspiranter, der med forskellig succes gennemfører en to-dages Masterclass under ledelse af skuespiller og instruktør Jens Arentzen. Filmen afdækker, at der bag længslen efter at blive skuespiller ofte ligger private motiver om at få "hul igennem". Som publikum får vi indblik i aspiranternes erkendelsesproces, - og hvordan de på deres egen krop og sjæl erfarer, om de har potentialet til at blive skuespiller eller ej. »Råt for usødet« er på en og samme tid et psykologisk portræt af de unge skuespilleraspiranter og en undersøgelse af, hvad der skal til for at forføre en teatersal eller et filmkamera.